# Liste der Monuments historiques in Ambon (Morbihan)
Die Liste der Monuments historiques in Ambon (Morbihan) führt die Monuments historiques in der französischen Gemeinde Ambon auf.

## Liste der Bauwerke
| Bezeichnung               | Beschreibung                  | Standort       | Kennzeichnung | Schutzstatus | Datum | Bild           |
| ------------------------- | ----------------------------- | -------------- | ------------- | ------------ | ----- | -------------- |
| Kapelle                   | Erbaut im 15. Jahrhundert     | Bavalan (Lage) | PA56000069    | Inscrit      | 2009  | weitere Bilder |
| Kapelle Mille Secours     | Erbaut im 16. Jahrhundert     | Brouël (Lage)  | PA00090976    | Inscrit      | 1925  | weitere Bilder |
| Kirche St-Cyr-Ste-Julitte | Erbaut ab dem 10. Jahrhundert | (Lage)         | PA00090977    | Classé       | 1990  | weitere Bilder |
| Brunnen Sainte-Julitte    | Erbaut im 17. Jahrhundert     | (Lage)         | PA00090978    | Inscrit      | 1934  | weitere Bilder |
| Windmühle                 |                               | Billion (Lage) | PA00090979    | Inscrit      | 1979  |                |

## Liste der Objekte

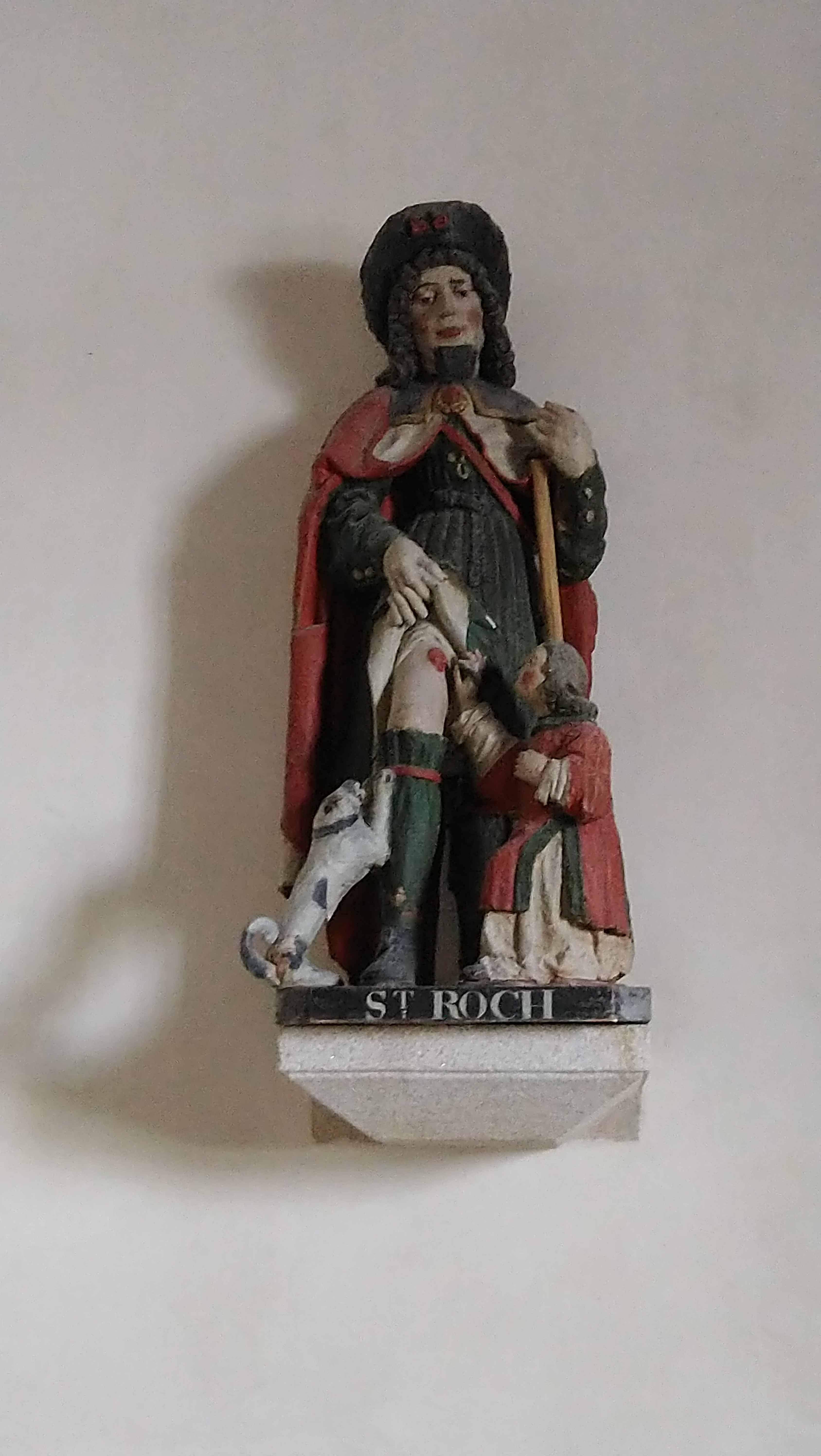
Skulptur des heiligen Rochus in der Kirche St-Cyr-Ste-Julitte

- Monuments historiques (Objekte) in Ambon (Morbihan) in der Base Palissy des französischen Kultusministeriums